# زهور حسين (مغنية)
زهور حسين (29 مايو 1924 - 24 ديسمبر 1964) ،  مغنية عراقية. 

## عن حياتها
اسمها الاصلي زهرة عبد الحسين ، ولدت في منطقة الكاظمية في العراق بدأت الغناء عام 1938 ، وبرعت في أداء أطوار غنائية مهمة مثل الدشت وكذلك اشتهرت في أداء مقام العنيسي والمحبوب والمستطيل ، وكانت في بداياتها الفنية تعمل كمغنية في ملاهي بغداد خلال عقدي الخمسينيات والستينيات من القرن العشرين ، وكانت ماهرة في أداء غناء الريف والمدينة معاً.
وكان من المقربين لها من الفنانين المطربة سليمة مراد وعفيفة اسكندر ونرجس شوقي وصديقة الملاية.
تحتفظ دار الإذاعة العراقية بمجموعة فقيرة من أغنياتها الكثيرة التي ذهبت أدراج الرياح عندما كان البث الإذاعي حيا ومباشرة على الهواء.

## ومن أغانيها
- غريبة من بعد عينج يايمة.
- يم أعيون حراقة.
- جبت لهل الهوى.
- هلة وكل الهلة.

## وفاتها
رحلت في عنفوان شبابها وفي أوج شهرتها في الغناء في مستشفى الحلة اثر حادث انقلاب سيارة و يفصّل الحادث ان المطربة زهور حسين وشقيقتها (فاطمة)   كانتا في زيارة للديوانية وعند عودتها الى بغداد انقلبت سيارتها (الفاكس واكن) في طريق (الديوانية _ الحلة)  وتوفت شقيقتها في الحال  وادخلت المطربة زهور حسين في مستشفى الحلة لغرض المعالجة وقد وافاها اجلها وتوفت  في المستشفى  24 ديسمبر 1964. أما السائق فقد اصيب برضوض .